# DE NE DE
DE NE DE — мистецька ініціатива, що виникла як реакція на прийняття «декомунізаційних» законів. Діє на засадах самоорганізації та не має постійного складу учасників. Досліджує процеси декомунізації, зміни міського середовища в контексті ідеологічних зсувів, способи репрезентації історії в публічному просторі та методи сучасного краєзнавства в різних регіонах України і пропонує критичне переосмислення радянської спадщини.
Ініціатива утворилася в серпні 2015 року на культурно-мистецькій резиденції «Над Богом», що відбулася в закинутому кінотеатрі «Росія» у Вінниці. В ній взяли участь понад 70 учасників: художників, архітекторів, істориків, філософів, драматургів, урбаністів, громадських активістів тощо. З метою зафіксувати зміни публічного простору, спричинені декомунізацією, та особливості цих процесів у різних регіонах, учасники розпочали експедиційний проект «Люби та знай свій рідний край».
29 січня 2016 року в Українському інституті науково-технічної і економічної інформації відбулася художня виставка «ДЕ НЕ ДЕ», присвячена процесу декомунізації в Україні та його наслідкам. У ній взяли участь Микита Кадан, Микола Рідний та інші.
З лютого 2016 року учасники ініціативи відвідали невеликі міста у різних регіонах України: Хабне, Орбіта, Лубни, Новгород-Сіверський, Лисичанськ, Рубіжне, Сєвєродонецьк, Маріуполь, Шостка, Херсон, Олешки, Гола Пристань та інші. В кожному місті вони проводили кінопокази, дискусії чи інші заходи, зокрема, в Дніпрі організували дискусію щодо майбутнього місцевої пам'ятки радянського конструктивізму — Палацу Ілліча.
З листопада 2016 року учасники ініціативи розпочали проект «Музей відкрито на ремонт», метою якого є дослідження та реорганізація краєзнавчих музеїв Донецької та Луганської областей.
З літа 2017 року стартував проект «ДЕ НЕ ДЕ: Південь», присвячений дослідженню Бессарабії.
Ініціатива «ДЕ НЕ ДЕ» була номінантом премії «Нюх» за 2021 рік від видання «Заборона».